# かわいそうなぞう
『かわいそうなぞう』は、児童文学作家、土家由岐雄による童話。太平洋戦争（大東亜戦争）中の東京・上野動物園で、ゾウが戦時猛獣処分を受けたという実話を元にした創作である。

## 概要
1951年（昭和26年）に童話集 『愛の学校・二年生』（東洋書館）に収録・発表された後、1970年（昭和45年）8月、金の星社より武部本一郎 ・画による「おはなしノンフィクション絵本」として出版された。絵本は1998年（平成10年）までに100万部が発行され、2005年（平成17年）時点での発行部数は220万部を超える。1982年6月には小林和子 ・画による文庫版、1985年11月には童心社から久保雅勇・画による紙芝居版も出版された。

## あらすじ
第二次世界大戦が激しくなり、東京市にある上野動物園では空襲で檻が破壊された際の猛獣逃亡を視野に入れ、殺処分を決定する。ライオンやクマ、トラが殺され、残すはゾウのジョン、トンキー、ワンリー（花子）だけになる。
ゾウに毒の入った餌を与えるが、ゾウたちは餌を吐き出してしまい、その後は毒餌を食べないために殺すことができない。毒を注射しようにも、象の硬い皮膚に針が折れてしまうため、餌や水を与えるのを止めて餓死するのを待つことにする。ゾウたちは餌をもらうために必死に芸をしたりするが、ジョン、ワンリー、トンキーの順に餓死していく。ふと空を見ると、敵の飛行機が飛んでいた。飼育員たちは、「戦争をやめろ」などと怒鳴っていた。
後でわかった話だが、トンキーとワンリーの胃には、水1滴なかったそうだ。

## 背景
戦前、上野動物園（東京）・天王寺動物園（大阪）・東山動物園（名古屋）などでは、それぞれ多くの動物が飼育されていた。しかし戦争の激化により、空襲時に逃げ出した場合の危険性を考慮し、陸軍の判断に基づき地方行政から猛獣たちを殺処分する戦時猛獣処分の命令が出された。本作を含め、多くの物語で直接の軍の命令とされているが、実際に殺処分命令を出したのは、初代東京都長官（現在の東京都知事）となった内務官僚・大達茂雄であった。
各動物園の職員たちは反対したが、食糧事情の悪化などもあり、終戦を迎えた時点でほとんどの動物は死を迎えており、上野動物園の場合は大きな動物で戦争を生き延びたのはキリンだけ（これも親は死亡し生存は子供2頭のみ）、肉食動物では死肉を食べるコンドルだけであった。
上野動物園における猛獣の処分は1943年（昭和18年）9月1日で一応終了し、翌日報道され、4日に慰霊祭が行われており、「大規模な空襲が始まったから処分した」のではなく「空襲に備え事前に手をうった」のであり、本作の描写とは大きな齟齬がある。
本作で登場したゾウのうち、いち早く処分が決まったジョンは1943年（昭和18年）8月29日に死亡しているものの、ワンリーは同年9月11日、トンキーは同年9月23日に餓死している。1番小さなトンキーが最後まで生きていたのは、飼育員がそばに行くといつものように芸をして餌をもらおうとする姿が忍びなく、せめて水だけでもとこれを与えていたからである。
なお、このトンキーは「慰霊祭」当日はまだ生存しており、この時象舎を白黒の幕で囲って見えないようにしてあった。その中に痩せ衰えて立っているのもやっとなトンキーがうなだれて読経をきいていた。そのトンキーも間もなく仲間の後を追って死んでいった。
東京が府から都へ施行形態を変えて間もない1943年（昭和18年）の出来事であり、東京都として最初期に行った動物園行政が飼育動物の殺処分命令であった。上野動物園にはこの象舎のすぐそばに動物慰霊碑が建立され、この戦争で命を落とした動物たちに対しての慰霊の行事は、現在も続いている。

## 発表後の反響
絵本の発表以降も数々の合集や副読本に収録されるだけでなく、学校図書と教育出版が小学校2年生向けの国語教科書に採用し、1974年（昭和49年）から1986年（昭和61年）まで使用された。1979年（昭和54年）には英訳版の絵本『Poor Elephants』も刊行された。
秋山ちえ子は自身が出演していたTBSラジオの番組『秋山ちえ子の談話室』で、1970年（昭和45年）から2002年（平成14年）の32年に渡り、毎年8月15日（終戦記念日）に『かわいそうなぞう』を朗読した。『談話室』が終了した翌年の2003年から2015年までは、内包していた『大沢悠里のゆうゆうワイド』の中で、『談話室』とほぼ同じ時間に放送された。その後、秋山は2016年4月6日に永眠したが、没後も毎年『ゆうゆうワイド』の後継的番組『大沢悠里のゆうゆうワイド土曜日版』で、終戦記念日前後の放送日になると特集の一環として秋山が生前に録音した朗読を放送したほか、女優・吉永小百合がパーソナリティを務める同局のラジオ番組『今晩は 吉永小百合です』でも吉永による朗読を放送している。『ゆうゆうワイド土曜日版』が終了した2022年は、8月14日に上半期日曜20時台の特番枠『ラジオワールド』にて放送予定の「朗読・絵本で読む戦争」で、山本匠晃アナウンサーによる朗読が行われたほか、Spotifyでの配信番組『大沢悠里と毒蝮三太夫のGG放談』の8月13日配信回でも秋山の生前録音の朗読を流している。2023年からは『金曜ワイドラジオTOKYO えんがわ』にて秋山の生前録音の朗読を放送しているほか、2024年には『朗読のヒロバ 2024年・夏』にてTBSアナウンサーによる朗読が行われた。
1980年（昭和55年）放送の日本テレビのドラマ『熱中時代』先生編 第2シリーズ第2話「二年三組とかわいそうな象」の中でも、教材として使われている。
野坂昭如の『戦争童話集』に収録されている『干からびた象と象使いの話』も『かわいそうなぞう』同様に猛獣の処分をテーマとした作品だが、この作品を読んで児童文学評論家の長谷川潮は『かわいそうなぞう』の事実と異なる創作部分に疑問を持ち、本格的に戦争をテーマにした児童文学の研究を始めるようになったと述べている。1981年（昭和56年）9月に、長谷川は『季刊児童文学批評』創刊号にて『かわいそうなぞう』の批判を中心にした評論「ぞうもかわいそう」を発表し、虐殺と空襲の時間的関係を明らかにせずに虐殺の持つ真の意味を書き出すことなく完結させたと批判し、戦争における猛獣虐殺をテーマにした児童文学作品に潜む問題点を追及した。
長谷川の評論はNHKのプロデューサーの目に止まり、1982年（昭和57年）8月には評論の主旨をもとにしたドキュメンタリー番組「そして、トンキーもしんだ - 子が父からきくせんそうどうわ」が『NHK特集』で放映された。さらに、同年11月にはこのドキュメンタリー番組を絵本化した『そして、トンキーもしんだ』（作：たなべまもる / 絵：梶鮎太）が国土社から出版された。
2010年8月には岩貞るみこが、上野動物園における「猛獣処分」の顛末を新たに調査し、一飼育員の視点で描いた児童向けノンフィクション小説『ゾウのいない動物園 上野動物園ジョン、トンキー、花子の物語』（講談社青い鳥文庫）が出版された。

## 書籍
- 土家由岐雄『かわいそうなぞう』武部本一郎（画）、金の星社〈おはなしノンフィクション絵本〉、1970年8月1日。ISBN 4-323-00211-4。
- 土家由岐雄『かわいそうなぞう』小林和子（画）、金の星社〈フォア文庫〉、1982年6月1日。doi:10.11501/13675076。ISBN 4-323--01027-3。
- 土家由岐雄『かわいそうなぞう』久保雅勇（画）、童心社〈愛と平和シリーズ〉、1985年11月1日。ISBN 4-494-07449-7。（紙芝居）

## ディスコグラフィ
- CD：秋山ちえ子 シンディ・ローパー ESCL-3087 （CD作品）